# Unification
Unification – dwudziesty pierwszy album studyjny Black Uhuru, jamajskiej grupy muzycznej wykonującej roots reggae.
Płyta została wydana w roku 1998 przez jamajską wytwórnię Five Star General Records. Nagrania zarejestrował w swoim studiu w Kingston King Jammy; on też zajął się produkcją krążka.

## Lista utworów
1. "Here Comes Black Uhuru"
2. "System"
3. "Nyahbinghi Congo"
4. "Look At Life"
5. "Wicked Haffe Feel It"
6. "Real Thing"
7. "Can't Fight It"
8. "Proselyte"
9. "Hail Tafari"
10. "Lullaby Love"
11. "Babylon Fall With John Paul"
12. "Emperor Lion"
13. "Binghi Fire"
14. "Two For One"

## Muzycy

### Black Uhuru
- Andrew Bees - wokal
- Duckie Simpson - wokal, chórki
- Jennifer "Nyah" Connally - chórki

### Instrumentaliści
- Earl "Chinna" Smith - gitara
- Leebert "Gibby" Morrison - gitara
- Winston "Bo Peep" Bowen - gitara
- Robbie Shakespeare - gitara basowa
- Earl "Bagga" Walker - gitara basowa
- Chris Meredith - gitara basowa
- Sly Dunbar - perkusja
- Wilburn "Squidley" Cole - perkusja
- Mickey Spence - perkusja
- Tony "Asha" Brissett - keyboard
- Franklyn "Bubbler" Waul - keyboard
- Paul "Wrong Move" Crossdale - keyboard
- Dean Fraser - saksofon